# Valente Pierani
Valente Pierani, né le 22 février 2006 à San Nicolás de los Arroyos, est un footballeur argentin qui joue au poste de défenseur central à l'Estudiantes LP.

## Biographie

### Carrière en club
Né à San Nicolás de los Arroyos en Argentine, Valente Pierani est formé par l'Estudiantes LP, qu'il a rejoint à l'âge de 12 ans,.
Après avoir signé son premier contrat professionnel fin 2023, il commence à figurer dans le groupe de l'équipe première en championnat d'Argentine.

### Carrière en sélection
Valente Pierani est international junior avec l'Argentine à partir de l'équipe des moins de 17 ans.
Début 2025, il est convoqué avec l'équipe d'Argentine des moins de 20 ans pour participer au Championnat d'Amérique du Sud des moins de 20 ans qui a lieu en janvier et février 2025,. L'Argentine termine à la deuxième place de la compétition, derrière un Brésil qu'elle avait pourtant humilié 6-0 en ouverture,,  les argentins restant en tête du championnat jusqu'à la dernière journée, où il s'inclinent 3-2 contre le Paraguay de Luca Kmet et Diego León, leur première défaite de la compétition,,.

## Palmarès
Argentine -20 ans
- Championnat d'Amérique du Sud
  - Vice-champion en 2025